# Neville Hall
Neville Hall, novozelandski skladatelj, * 1962, Wellington, Nova Zelandija.
Hall je skladatelj pretežno instrumentalnih, v največji meri komornih glasbenih del. Na Univerzi v Aucklandu je leta 1992 diplomiral iz kompozicije, izpopolnjeval pa se je na različnih šolah in glasbenih delavnicah v Italiji, na Poljskem, Madžarskem, idr. Za svoje kompozicije je prejel številne nagrade. Od leta 1993 živi in deluje v Sloveniji. Je član Društva slovenskih skladateljev.